# Cristóvão Lopes

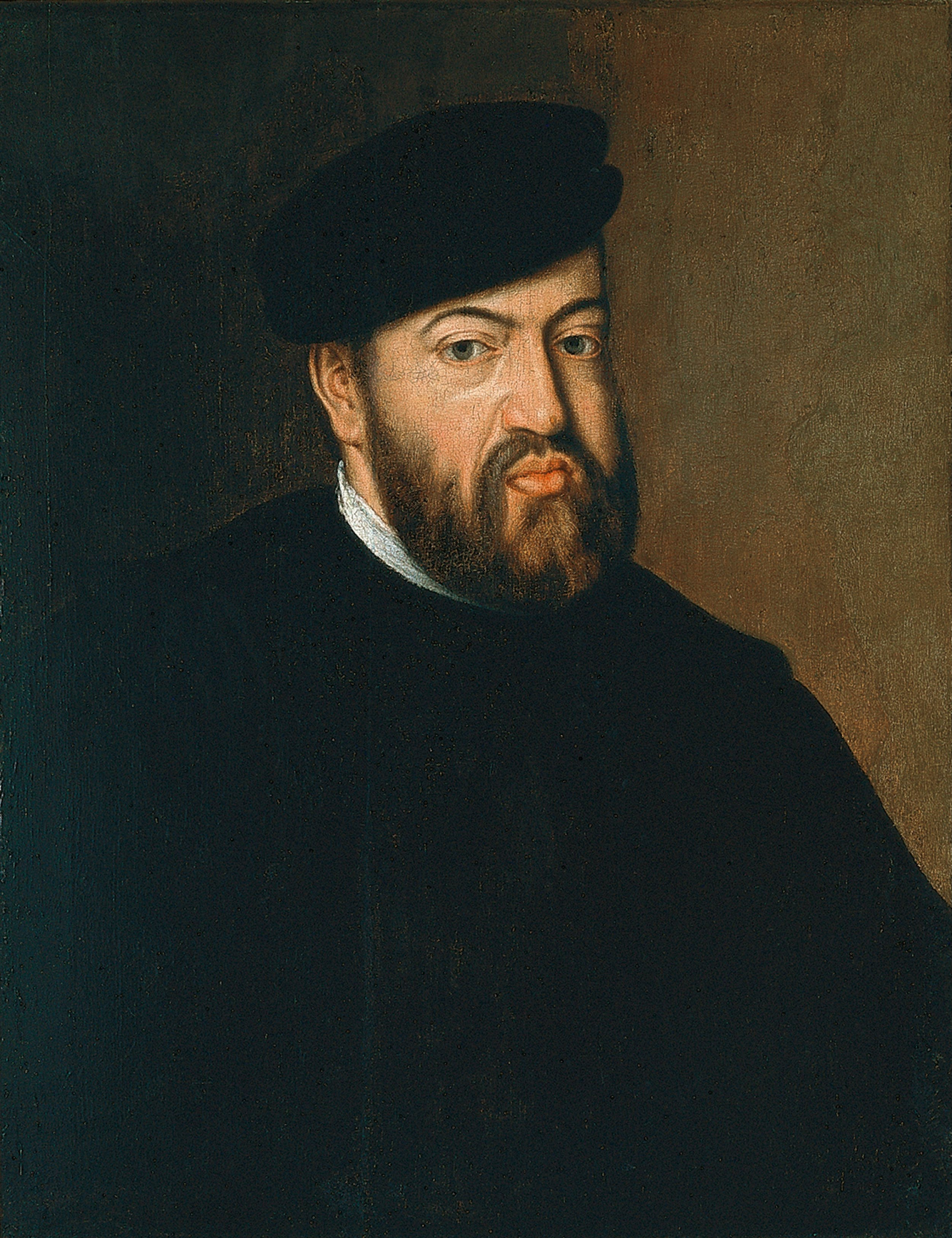
Retrato de D. João III (Museu de São Roque).

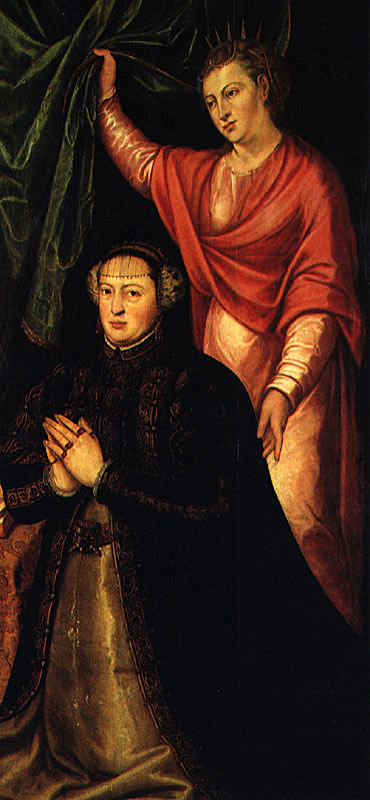
Retrato da Rainha D. Catarina (Museu Nacional de Arte Antiga).

Cristóvão Lopes (1516?-1594) foi um pintor português do século XVI, filho e discípulo de Gregório Lopes (1490-1550).

## História
Por carta de 18 de agosto de 1551, um ano após a morte do seu pai, foi nomeado pintor régio de D. João III, com a tença anual de 5000 reais e 1 moio de trigo, igual, portanto, à do seu progenitor. Desconhecem-se as suas obras até à data da sua elevação ao cargo de pintor régio, mas é de crer que tenha colaborado com o seu pai durante a última fase da vida deste, nomeadamente de 1536 (data da execução por Gregório Lopes de alguns painéis da charola de Tomar) a 1550, ano em que decerto se extinguiu.
Palomino chama-lhe eminente pintor português e di-lo autor de vários retratos de D. João III e da Família Real. José de Figueiredo atribuiu a Cristóvão Lopes o Retábulo da Igreja da Madre de Deus, de que estão quatro tábuas no coro da igreja da mesma invocação em Xabregas e as restantes no Museu Nacional de Arte Antiga, datando-as de 1550-1552 e admitindo que nelas tenha colaborado ainda o pai do artista.
Contactou directamente com Antonio Moro, tendo utilizado alguns dos seus protótipos para os seus retratos reais.
Em 1552 era examinador do ofício de pintor, juntamente com Roque Rodrigues. 
Dá-se como data da sua morte o ano de 1594, por foi nesse ano, a 18 de maio, que lhe sucede no cargo de pintor régio Fernão Gomes.